# Испытание (фильм, 2014)
«Испытание» — российский фильм 2014 года режиссёра и сценариста Александра Котта.

## Сюжет
Они живут в степи. Отец и дочь. Ничто не может нарушить вечный порядок. Завтра наступает всегда. И каждое утро отец уезжает работать. И она остается одна. Ждать отца. И чувствовать. Двое парней любят её. Она любит каждого. Любовь нельзя поделить. Однажды решение приходит само.

## В ролях
- Елена Ан — Дина
- Карим Пакачаков — Толгат, отец Дины
- Данила Рассомахин — Макс
- Нариман Бекбулатов-Арешев — Кайсын

Да, артисты там неизвестные. Кастинг был очень долгим, но результатом я доволен. Один наш актер окончил школу-студию МХАТ, другой — учится в ГИТИСе, а девочка — исполнительница главной роли — вообще школьница. Артисты для меня крайне важны, но в данному случае мне больше всего были интересны лица, потому что это главное для бессловесного кино.— режиссёр фильма Александр Котт

## Фестивали
- Кинофестиваль «Кинотавр» (2014):
  - Главный приз
  - Приз за лучшую операторскую работу (Леван Капанадзе)
  - Приз Гильдии киноведов и кинокритиков режиссёру (Александр Котт)
- Кинопремия «Ника» (2015):
  - Премия в категории «Лучшая музыка к фильму» (Алексей Айги).
  - номинации в категориях «Лучший игровой фильм», «Лучшая работа звукорежиссёра» и «Лучшая операторская работа»
- Кинопремия «Белый слон» (2015):
  - Премия «Лучшая музыка к фильму» (Алексей Айги)
  - номинации в категориях «Лучшая режиссура» и «Лучшая операторская работа»
- Международный кинофестиваль в Токио (2015)[2]
  - Номинация на Большой приз «Сакура Токио», один из 15 участников конкурсной программы
  - Приз зрительских симпатий
  - Приз за лучший актёрский ансамбль
- Кинофестиваль «Лучезарный ангел» (2014)[3]
  - главный приз киносмотра

## Рецензии
- Елена Стишова — Меланхолия. Русская версия. «Испытание», режиссер Александр Котт // Журнал «Искусство кино», № 8, 2014
- Елена Грачёва — Кинотавр-2014: «Испытание» // Журнал «Сеанс», 7 июня 2014
- Андрей Плахов — Затишье перед взрывом. «Испытание» Александра Котта // Газета «Коммерсантъ» № 168 от 18.09.2014, стр. 15
- Борис Иванов — Рецензия на фильм «Испытание» // Фильм.ру, 17 сентября 2014